# Bitwa pod Norymbergą
Bitwa pod Norymbergą – starcie zbrojne, które miało miejsce 24 sierpnia 1632 roku podczas wojny trzydziestoletniej.
Ta nierozstrzygnięta bitwa stoczona została pomiędzy armią szwedzką dowodzoną przez króla Gustawa Adolfa (45 000 żołnierzy, w tym 17 000 jazdy, 175 dział) a armią cesarsko-bawarską Albrechta Wallensteina (44 000 żołnierzy, w tym 12 000 jazdy).

## Wstęp
W czasie gdy armia szwedzka dokonywała podboju katolickiej Bawarii, na Saksonię uderzył Albrecht Wallenstein, zagrażając w ten sposób liniom komunikacyjnym armii szwedzkiej. Szwedzi musieli teraz podzielić swe siły. Działania w Bawarii kontynuował Johan Banér, natomiast król Szwecji Gustaw Adolf wraz z armią liczącą 18 500 żołnierzy, w tym 8500 jazdy i 70 dział ruszył na ratunek sprzymierzonej Saksonii, nie wiedząc, że elektor bawarski Maksymilian I połączył swe siły z armią cesarską Wallensteina. Gdy Gustaw Adolf dowiedział się o tym, postanowił zaczekać na posiłki. Dnia 18 czerwca 1632 armia szwedzka okopała się wokół Norymbergi. W tym czasie Albrecht Wallenstein wraz z armią austriacko-bawarską stał jeszcze w Czechach w mieście Cheb, na granicy z Bawarią. Na wieść o tym, że Szwedzi okopali się pod Norymbergą wódz cesarski postanowił osaczyć ich i zmusić głodem do stoczenia bitwy przy własnej przewadze liczebnej. Dnia 21 czerwca armia cesarsko-bawarska przekroczyła rzekę Rednitz i odcięłą Szwedów od Dolnej Saksonii i Bałtyku, dotarła pod Zirndorf na północ od Norymbergi i założyła tam obóz. Na wschód od obozu znajdowała się bagnista dolina rzeki Rednitz, a na północy na zalesionych wzgórzach stał zamek Alte Veste. Także na wschodzie i na południu od Norymbergi stanęły garnizony cesarskie. Armia Gustawa Adolfa znalazła się w potrzasku.

## Oblężenie
Kanclerz Szwecji Axel Oxenstierna połączył swe siły z armiami Johana Banéra i Bernarda Weimarskiego i ruszył osaczonej armii królewskiej na pomoc. Dnia 17 sierpnia wprowadził do Norymbergi 27 000 żołnierzy. Siły były teraz wyrównane, a ponieważ zapasy żywności były już na wyczerpaniu, Gustaw Adolf nie miał innego wyjścia jak zaatakować wojska cesarsko-bawarskie. Szwedzi rozpoczęli zatem przygotowania do natarcia koncentrując swe siły na południe od Zirndorfu. Dnia 21 sierpnia potężna artyleria szwedzka rozpoczęła przygotowania artyleryjskie, którego zadaniem było umożliwienie przeprawy przez rzekę Rednitz. By uniknąć strat Albrecht Wallenstein wycofał swe wojska spod zasięgu szwedzkich dział. Korzystając z tego Gustaw Adolf nocą 23 sierpnia przeprawił swą armię na drugi brzeg rzeki Rednitz. Do rana Szwedzi zdołali okopać się pod Fürth, naprzeciw zamku Alte Veste.

## Bitwa
Gdy Albrecht Wallenstein zauważył, że grozi mu okrążenie, zwinął obóz i wycofał się pod zamek Alte Veste. Gustaw Adolf sądząc, że nieprzyjaciel rozpoczął odwrót, posłał znaczną część swej jazdy, by przecięła wojskom cesarsko-bawarskim drogę. Ponieważ w rzeczywistości Wallenstein nie wycofywał się, wysłana kawaleria nie zdążyła wziąć udziału w bitwie. Na rzekomo wycofujące się wojska cesarsko-bawarskie Szwedzi natarli dwoma kolumnami piechoty. Lewą kolumną dowodził Bernard Weimarski, a prawą - Gustaw Adolf. Królewska kolumna uderzyła na wzgórza Alte Veste. Została całkowicie zaskoczona zmasowanym ogniem nieprzyjacielskiej piechoty i artylerii, na skutek którego uległa rozproszeniu. Kolumna dowodzona przez Bernarda Weimarskiego uderzyła na północne umocnienia armii cesarsko-bawarskiej. Doszło do zażartych walk o wzgórze górujące nad umocnieniami koło Zirndorfu, przerwanych w końcu przez deszcz i zapadające ciemności. Następnego dnia rano Szwedzi rozpoczęli odwrót do Fürth. Stracili 1000 zabitych, 1400 rannych i nielicznych jeńców, podczas gdy Austriacy i Bawarczycy stracili 600 zabitych i rannych. Pomimo większych strat Szwedów, bitwa uznawana jest za nierozstrzygniętą. Gustaw Adolf próbował później jeszcze zablokować Wallensteina, mając nadzieję, że uda mu się zniszczyć jego armię. Głód, dezercja i szerzące się wśród żołnierzy choroby (głównie tyfus i szkorbut) zmusiły go jednak do odwrotu. W Norymberdze król zostawił kanclerza Oxenstiernę z garnizonem liczącym 4500 żołnierzy. Reszta armii szwedzkiej ruszyła do Bawarii.

## Literatura
- Mała Encyklopedia Wojskowa, 1967, Wydanie I